# Helma Fink-Sautter
Helma Fink-Sautter, geboren als Helena Johanna Alina Sautter (* 26. Februar 1924 in Ulm; † 28. August 2017 ebenda), war eine deutsche Mäzenatin und Stiftungsgeberin.

## Leben und Wirken
„Helma“ Sautter, die letzte in Ulm lebende Ur-Ur-Urenkelin des Schneiders von Ulm, wurde am 26. Februar 1924 im Ulmer Stadtteil Söflingen geboren. Ihre Eltern, die aus Hamburg stammende Kapitänstochter Emma Petersen (1891–1938) und der Söflinger Kaufmann Willy Sautter (1884–1976), hatten sich während des Ersten Weltkriegs im Marinelazarett kennengelernt. Nach der Heirat in Hamburg am 25. Januar 1919 war Willy Sauter mit seiner Frau nach Söflingen zurückgekehrt und hatte dort die Gaststätte „Kreuz“ übernommen. In diesem Haus wuchs Helma mit ihren drei Geschwistern Anna (1920–1998), Karl (1922–1944) und Willy (* 1928) auf. Mit vierzehn Jahren verlor sie 1938 ihre Mutter.
Sie besuchte eine private Handelsschule. Während der Zeit des Nationalsozialismus musste sie 1943 Arbeitsdienst leisten und anschließend bis zum Kriegsende zur Wehrersatzinspektion. Von 1945 bis 1946 besuchte sie das katholische Kindergärtnerinnenseminar in der Ulmer Zeitblomstraße. Von 1952 bis 1972 arbeitete sie als Sekretärin in einem medizinischen Institut, dann zog sie mit ihrem Vater nach Uhldingen an den Bodensee und pflegte ihn bis zu seinem Tod Anfang 1976. Danach lebte sie zwar bis 2010 in Friedrichshafen, ließ aber den Kontakt nach Söflingen nie abreißen, da sie den Sautterschen Besitz verwaltete und deshalb auch in Ulm eine Wohnung erworben hatte.
Nach dem Tod des Vaters hatten die Geschwister Sautter zwar kein großes Geldvermögen, jedoch vier Grundstücke mit Häusern darauf geerbt, die sie verkauften. Von ihrem Anteil lebte Helma Fink-Sautter, die kinderlos blieb, sehr bescheiden und spendete mehrfach größere Summen für soziale und kulturelle Zwecke.
In einem Zeitraum von zwölf Jahren war sie Gründerin von sechs Stiftungen in Ulm, in die sie insgesamt 750.000 Euro aus ihrem Privatvermögen einbrachte.
Zu ihrem 90. Geburtstag rief sie im Februar 2014 die „Stiftung Jüdisch-Deutsches Kulturzentrum Ulm“ ins Leben und stattete diese mit 100.000 Euro Stiftungskapital aus. Stiftungszwecke sind laut Satzung die Förderung der Religion, Kultur, Bildung und Forschung sowie mildtätige Zwecke im Kontext des Dialogs zwischen den jüdischen und den überwiegend christlichen Bürgern der Städte Ulm, Neu-Ulm und Umgebung.
Die sechste und letzte von ihr im Jahr 2016 gegründete Stiftung trägt als erste ihren Namen, Helga-Fink-Sautter-Stiftung. Sie soll schwer traumatisierten Kindern zugutekommen.
Helma Fink-Sautter starb am 28. August 2017 im Alter von 93 Jahren. Auf ihren Wunsch hin fand sie in einem anonymen Gräberfeld der Universität Ulm ihre letzte Ruhestätte.
Am 14. Februar 2018 fand ein Gedenkgottesdienst im Ulmer Münster statt.

## Von Helma Fink-Sautter gegründete Stiftungen (mit Grundkapital)
- 2004: Bürgerstiftung Söflingen (300.000 Euro)
- 2004: Stiftung Ulmer Knabenmusik (UKM), heute Junge Bläserphilharmonie Ulm (50.000 Euro)
- 2005: Ulmer Hospizstiftung (100.000 Euro)
- 2011: Guter-Hirte-Stiftung (100.000 Euro)
- 2014: Stiftung Jüdisch-Deutsches Kulturzentrum Ulm (100.000 Euro)
- 2016: Helma-Fink-Sautter-Stiftung (100.000 Euro)